# Combat de Bruneval
Le combat de Bruneval est une bataille navale du Premier Empire qui s'est déroulée le 10 juin 1804 au large de Saint-Jouin-Bruneval, France.

## Contexte
Alors que la France se préparait à envahir l’Angleterre et concentrait son Armée des côtes de l'Océan dans la région de Boulogne, le ralliement à Boulogne, Étaples, Wimereux et Ambleteuse de plus de 2 000 embarcations de débarquement expédiées de tous les points des côtes de France et de Hollande donna lieu à plusieurs batailles navales dont la majorité se soldèrent par une victoire française. Aussi, malgré leurs efforts les Britanniques ne purent empêcher la mise en place de la flottille de Boulogne.

## Déroulé
Le combat a opposé un convoi français à une partie de le flotte britannique chargée du Blocus en Manche. La flotte française était commandée par le capitaine Hamelin et était constituée de 2 corvettes canonnières (La Foudre et L'Audacieuse), 4 canonnières, 3 bateaux canonniers, 8 péniches et 14 transports. La flotte britannique était constituée d'une frégate, d'une grande corvette trois mâts, d'un brick et d'un côtre. Le convoi français avait appareillé du Havre le matin du 10 juin 1804 à 7 heure et se rendait à Fécamp. A la hauteur de Bruneval, la flotte britannique attaqua la tête de la division française protégée par la Foudre, commandée par l'enseigne de vaisseau Cocherel. Les dégâts infligés aux gréements anglais les obligent à se retirer au large pour réparer. Le convoi français poursuit sa route. A 13h30, les anglais ayant réparé, attaquent de nouveau le convoi, mais cette fois-ci sur son arrière garde, alors protégées par l'Audacieuse, commandée par le lieutenant de vaisseau Dominique Roquebert. Voyant que les Anglais s'acharnaient contre la canonnière N° 89 qui avait un transport en remorque, Roquebert vint lui-même prendre la remorque sous le feu des Anglais. À 15h, les avaries contraignirent une fois de plus les Anglais à la retraite et la division française put rentrer dans le port de Fécamp.

## Conséquences
La flottille française rallie Fécamp puis Boulogne.